# Craig van der Wath
Craig van der Wath, né le 28 juin 1966 à Bloemfontein, est un joueur professionnel de squash représentant l'Afrique du Sud. Il atteint en mars 1998 la 31e place mondiale sur le circuit international, son meilleur classement. Il est champion d'Afrique du Sud à quatre reprises. Il continue d'être actif dans les compétitions seniors remportant de nombreux titres de champion du monde. Il est désormais entraineur de squash à Johannesbourg.

## Palmarès

### Titres
- Championnats d'Afrique du Sud : 4 titres (1992-1994, 2004)